# Lijst van voetbalinterlands Ivoorkust - Zambia
Deze lijst van voetbalinterlands is een overzicht van alle officiële voetbalwedstrijden tussen de nationale teams van Ivoorkust en Zambia. De Afrikaanse landen hebben tot op heden dertien keer tegen elkaar gespeeld. De eerste ontmoeting, een groepswedstrijd tijdens de Afrika Cup 1974, vond plaats op 2 maart 1974 in El-Mahalla El-Kubra (Egypte). Het laatste duel, een kwalificatiewedstrijd voor de Afrika Cup 2025, werd gespeeld in Ndola op 15 november 2024.

## Wedstrijden
| №  | Plaats              | Datum            | Competitie                           | Wedstrijd          | Uitslag |
| -- | ------------------- | ---------------- | ------------------------------------ | ------------------ | ------- |
| 1  | El-Mahalla El-Kubra | 2 maart 1974     | Afrika Cup 1974                      | Zambia − Ivoorkust | 1 − 0   |
| 2  | Kinshasa            | 23 november 1985 | Vriendschappelijk                    | Zambia − Ivoorkust | 1 − 0   |
| 3  | Lusaka              | 28 juni 1987     | Vriendschappelijk                    | Zambia − Ivoorkust | 2 − 0   |
| 4  | Dakar               | 20 januari 1992  | Afrika Cup 1992                      | Ivoorkust − Zambia | 1 − 0   |
| 5  | Sousse              | 31 maart 1994    | Afrika Cup 1994                      | Ivoorkust − Zambia | 0 − 1   |
| 6  | Libreville          | 12 februari 2012 | Afrika Cup 2012                      | Zambia − Ivoorkust | 0 − 0   |
| 7  | Lusaka              | 25 oktober 2014  | Vriendschappelijk                    | Zambia − Ivoorkust | 1 − 1   |
| 8  | Marrakesh           | 18 januari 2018  | African Championship of Nations 2018 | Ivoorkust − Zambia | 0 − 2   |
| 9  | Abu Dhabi           | 19 juni 2019     | Vriendschappelijk                    | Zambia − Ivoorkust | 1 − 4   |
| 10 | Yamoussoukro        | 3 juni 2022      | Afrika Cup 2023 kwalificatie         | Ivoorkust − Zambia | 3 − 1   |
| 11 | Ndola               | 17 juni 2023     | Afrika Cup 2023 kwalificatie         | Zambia − Ivoorkust | 3 − 0   |
| 12 | Bouaké              | 6 september 2024 | Afrika Cup 2025 kwalificatie         | Ivoorkust − Zambia | 2 − 0   |
| 13 | Ndola               | 15 november 2024 | Afrika Cup 2025 kwalificatie         | Zambia − Ivoorkust | 1 − 0   |

## Samenvatting
| Competitie                      | Totaal gespeeld | Winst Ivoorkust | Gelijk | Winst Zambia | Doelsaldo Ivoorkust – Zambia |
| ------------------------------- | --------------- | --------------- | ------ | ------------ | ---------------------------- |
| Afrika Cup                      | 4               | 1               | 1      | 2            | 1 − 2                        |
| Afrika Cup-kwalificatie         | 4               | 2               | 0      | 2            | 5 − 5                        |
| African Championship of Nations | 1               | 0               | 0      | 1            | 0 − 2                        |
| Vriendschappelijk               | 4               | 1               | 1      | 2            | 5 − 5                        |
| Totaal                          | 13              | 4               | 2      | 7            | 11 − 14                      |

## Details

### Vierde ontmoeting
| Kwartfinale Afrika Cup 1992 (Dakar, Senegal, 20 januari 1992): |       |        |
| Ivoorkust                                                      | 1 – 0 | Zambia |
| Donald-Olivier Sié 94'                                         | goals |        |

### Zevende ontmoeting
| Vriendschappelijk (Lusaka, Zambia, 25 oktober 2014):                    |            |                            |
| Zambia                                                                  | 1 – 1      | Ivoorkust                  |
| Reynold Kampamba 41'                                                    | goals      | 52' Ousmane Adama Ouattara |
| Hounour Janza                                                           | bondscoach | Hervé Renard               |
| - Fackson Kapumbu mist namens Zambia een strafschop in de 63ste minuut. |            |                            |

FIF · A-internationals · Selecties · Bondscoaches · Statistieken · Ivoriaans vrouwenelftal · Ivoorkust U21 · Ivoorkust U20 · Ivoorkust U19 · Ivoorkust U18 · Ivoorkust U17
1960 – 1969 ·
1970 – 1979 ·
1980 – 1989 ·
1990 – 1999 ·
2000 – 2009 ·
2010 – 2019 ·
2020 − 2029
WK 2006 · 
WK 2010 · 
WK 2014
OS 2008 · 
OS 2020
1960 ·
1961 ·
1962 ·
1963 ·
1964 · 
1965 ·
1966 · 
1967 ·
1968 ·
1969 ·
1970 ·
1971 ·
1972 ·
1973 ·
1974 ·
1975 ·
1976 ·
1977 ·
1978 · 
1979 ·
1980 ·
1981 · 
1982 ·
1983 ·
1984 ·
1985 ·
1986 ·
1987 ·
1988 ·
1989 ·
1990 ·
1991 ·
1992 · 
1993 · 
1994 · 
1995 · 
1996 · 
1997 · 
1998 · 
1999 · 
2000 · 
2001 · 
2002 · 
2003 · 
2004 · 
2005 · 
2006 · 
2007 · 
2008 · 
2009 · 
2010 · 
2011 · 
2012 · 
2013 ·
2014 ·
2015 ·
2016 ·
2017 ·
2018 ·
2019 ·
2020 ·
2021 ·
2022 ·
2023 ·
2024
Algerije ·
Angola ·
Argentinië ·
België ·
Benin ·
Bosnië en Herzegovina ·
Botswana ·
Brazilië ·
Burkina Faso ·
Burundi ·
Centraal-Afrikaanse Republiek ·
Chili ·
Colombia ·
Comoren ·
Congo-Brazzaville ·
Congo-Kinshasa ·
Duitsland ·
Egypte ·
El Salvador ·
Engeland ·
Equatoriaal-Guinea ·
Ethiopië ·
Frankrijk ·
Gabon ·
Gambia ·
Ghana ·
Griekenland ·
Guinee ·
Guinee-Bissau ·
Hongarije ·
Israël ·
Italië ·
Japan ·
Jordanië ·
Kameroen ·
Kenia ·
Koeweit ·
Lesotho ·
Liberia ·
Libië ·
Madagaskar ·
Malawi ·
Mali ·
Marokko ·
Mauritanië ·
Mauritius ·
Mexico ·
Moldavië ·
Mozambique ·
Namibië ·
Nederland ·
Niger ·
Nigeria ·
Noord-Korea ·
Oeganda ·
Oostenrijk ·
Paraguay ·
Polen ·
Portugal ·
Qatar ·
Roemenië ·
Rusland ·
Rwanda ·
Senegal ·
Servië en Montenegro ·
Seychellen ·
Sierra Leone ·
Slovenië ·
Soedan ·
Spanje ·
Tanzania ·
Togo ·
Tsjaad ·
Tunesië ·
Turkije ·
Uruguay ·
Verenigde Staten ·
Zambia ·
Zimbabwe ·
Zuid-Afrika ·
Zuid-Korea ·
Zweden ·
Zwitserland
Argentinië (2006) · 
Colombia (2014) ·
Ghana (2015) ·
Griekenland (2014) · 
Japan (2014) ·  
Nederland (2006) · 
Noord-Korea (2010) · 
Servië en Montenegro (2006) ·
Zambia (2012)
FAZ · 
A-internationals · 
Selecties · 
Statistieken · 
Zambiaans vrouwenelftal · 
Olympisch elftal · 
Zambia U21 · 
Zambia U20 · 
Zambia U18 · 
Zambia U17
1964 – 1979 ·
1980 – 1989 ·
1990 – 1999 ·
2000 – 2009 ·
2010 – 2019 ·
2020 − 2029
1964 ·
1965 ·
1966 ·
1967 ·
1968 ·
1969 ·
1970 ·
1971 ·
1972 ·
1973 ·
1974 ·
1975 ·
1976 ·
1977 ·
1978 ·
1979 ·
1980 ·
1981 ·
1982 ·
1983 ·
1984 ·
1985 ·
1986 ·
1987 ·
1988 ·
1989 ·
1990 ·
1991 ·
1992 ·
1993 ·
1994 ·
1995 ·
1996 ·
1997 ·
1998 ·
1999 ·
2000 ·
2001 ·
2002 ·
2003 ·
2004 ·
2005 ·
2006 ·
2007 ·
2008 ·
2009 ·
2010 ·
2011 ·
2012 ·
2013 ·
2014 ·
2015 ·
2016 ·
2017 ·
2018 ·
2019 ·
2020 ·
2021 ·
2022
Algerije · 
Angola ·
België ·
Benin ·
Botswana ·
Brazilië ·
Burkina Faso ·
Burundi ·
Chili ·
China ·
Comoren ·
Congo-Brazzaville ·
Congo-Kinshasa ·
Djibouti ·
Ecuador ·
Egypte ·
Equatoriaal-Guinea ·
Ethiopië ·
Gabon ·
Gambia ·
Ghana ·
Guinee ·
Guinee-Bissau ·
Honduras ·
India ·
Irak ·
Iran ·
Israël ·
Ivoorkust ·
Jamaica ·
Japan ·
Jemen ·
Jordanië ·
Kaapverdië ·
Kameroen ·
Kenia ·
Koeweit ·
Lesotho ·
Liberia ·
Libië ·
Madagaskar ·
Malawi ·
Mali ·
Marokko ·
Mauritanië ·
Mauritius ·
Mozambique ·
Namibië ·
Niger ·
Nigeria ·
Noord-Korea ·
Oeganda ·
Oman ·
Rwanda ·
Saoedi-Arabië ·
Senegal ·
Seychellen ·
Sierra Leone ·
Soedan ·
Somalië ·
Swaziland ·
Tanzania ·
Togo ·
Tsjaad ·
Tunesië ·
Zimbabwe ·
Zuid-Afrika ·
Zuid-Korea
Ivoorkust (2012)